# Rapshonian
Els Rapshonian o també Ropsean van ser una família de nakharark (nobles) d'Armènia amb feu hereditari al Nakhtxivan. Tradicionalment s'identifica aquesta dinastia amb el cadets de la casa reial, descendents del segon matrimoni d'un rei d'Armènia amb una dama romana anomenada Rufa. Aquest rei, segons el Pseudo-Moisès, era Sohemos o Sohemus d'Armènia (entre el 140/144 al 161 i després del 163 al 185/193) suposadament de la casa de sacerdots d'Emesa.
A la rebel·lió nacional del 451 coneguda amb el nom de Revolta d'Ingilena, quan Vasaces de Siània es va aixecar contra el rei persa Isdigerdes II, apareixen Babik i Iukhman (o Ohan) com a nakharark al costat dels nacionalistes. La dinastia es va extingir després d'aquesta revolta.